# علی‌آباد (بخش مرکزی ایرانشهر)
علی‌آباد روستایی در دهستان حومه بخش مرکزی شهرستان ایرانشهر استان سیستان و بلوچستان ایران است.

## جمعیت
بر پایه سرشماری عمومی نفوس و مسکن در سال ۱۳۹۵ جمعیت این مکان ۲٬۶۱۶ نفر (۵۸۷خانوار) بوده‌است.